# غابات الفرنلق

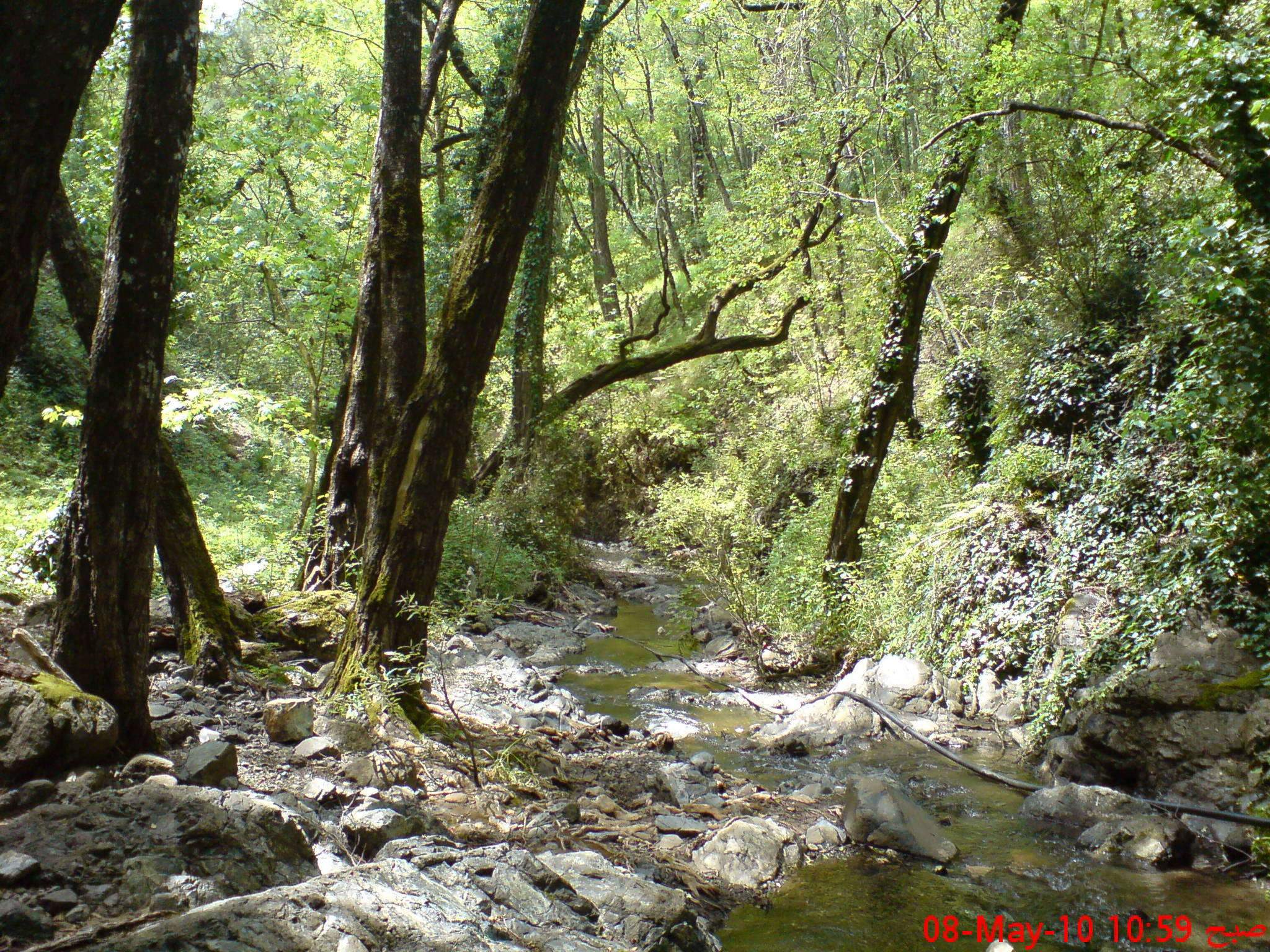
غابات الفرنلق

غابات الفرنلق غابات في شمال مدينة اللاذقية في سوريا منطقة الباير ضمن الغابات السورية وهي أكبر المناطق التي تغطيها الغابات في سورية. تحوي غابات الفرنلق قرى كثيرة منها ريحانة والروضة والكبير وغيرها، وتمتاز هذه المنطقة من الغابات السورية بجمالها الاخاذ الرائع وسكانها الطيبيين، وترتفع أشجار الغابة شامخة وتنساب الينابيع الطبيعية وسط أشجار الغابات في مشاهد بديعة ساحرة، وتمتد غابات الفرنلق في أحضان الجبال الساحلية السورية.
تنتشر فيها أشجار الدلب المشرقي.